# Spoorlijn Vierzon - Saint-Pierre-des-Corps
De spoorlijn Vierzon - Saint-Pierre-des-Corps is een spoorlijn van Vierzon naar Saint-Pierre-des-Corps in de Franse regio Centre-Val de Loire. De lijn is 113,8 km lang en heeft als lijnnummer 593 000.

## Geschiedenis
De lijn werd geopend door de Compagnie du chemin de fer de Paris à Orléans op 18 oktober 1869.

## Treindiensten
De SNCF verzorgt het personenvervoer op dit traject met IC en TER treinen.
| Serie   | Treinsoort | Route | Bijzonderheden         |
| ------- | ---------- | --- | ---------------------- |
| IC 4400 | IC (SNCF)  | Lyon-Perrache – Lyon-Part-Dieu – Roanne – Saint-Germain-des-Fossés – Moulins-sur-Allier – Nevers – Bourges – Vierzon – Saint-Pierre-des-Corps – Saumur – Angers-Saint-Laud – Nantes |                        |
| P 2     | TER (SNCF) | Lyon-Perrache – Lyon-Part-Dieu – Lozanne – Paray-le-Monial – Moulins-sur-Allier – Nevers – Bourges – Vierzon – Bléré - la Croix – Saint-Pierre-des-Corps – Tours                    | Rijdt eenmaal per dag. |
| P 7     | TER (SNCF) | Nevers – Bourges – Vierzon – Saint-Pierre-des-Corps – Tours |                        |

## Aansluitingen
In de volgende plaatsen is of was er een aansluiting op de volgende spoorlijnen:
Vierzon
RFN 590 000, spoorlijn tussen Les Aubrais-Orléans en Montauban-Ville-Bourbon
Villefranche-sur-Cher
RFN 591 000, spoorlijn tussen Villefranche-sur-Cher en Blois
Saint-Pierre-des-Corps
RFN 431 315, raccordement van Saint-Pierre-des-Corps
RFN 562 300, raccordement van Saint-Pierre-des-Corps naar Nantes
RFN 563 300, raccordement tussen Saint-Pierre-des-Corps en Tours
RFN 570 000, spoorlijn tussen Paris-Austerlitz en Bordeaux-Saint-Jean
RFN 570 611, stamlijn Saint-Pierre-des-Corps 1
RFN 570 616, stamlijn Saint-Pierre-des-Corps 2
RFN 570 621, stamlijn Saint-Pierre-des-Corps 3

## Elektrische tractie
De lijn werd in 2008 geëlektrificeerd met een spanning van 25.000 volt 50 Hz. 

## Galerij

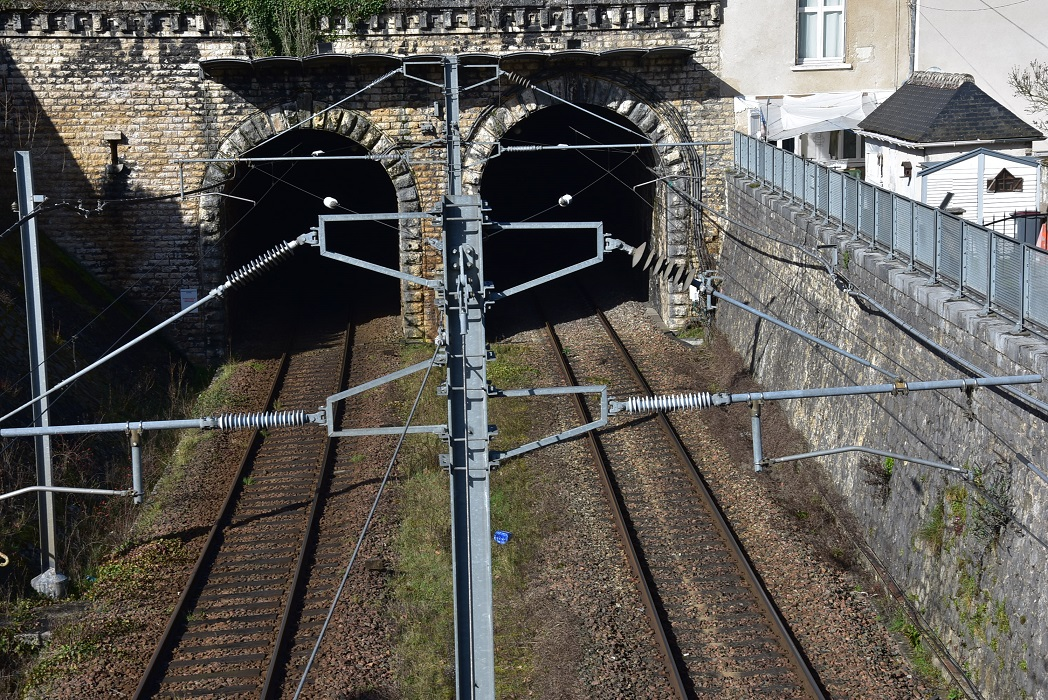
Tunnels van Montrichard.